# Ajgavan
Ajgavan är en ort i Armenien. Den ligger i provinsen Ararat, i den centrala delen av landet, 40 kilometer söder om huvudstaden Jerevan. Ajgavan ligger 847 meter över havet och antalet invånare är 3 758.
Terrängen runt Ajgavan är platt åt sydväst, men åt nordost är den kuperad. Närmaste större samhälle är Ararat, 5,5 kilometer sydost om Ajgavan.
Trakten runt Ajgavan består i huvudsak av gräsmarker. Runt Ajgavan är det ganska tätbefolkat, med 155 invånare per kvadratkilometer.